# Chan Ho-tin
Chan Ho-tin (en xinès: 陳浩天; nascut el 6 de setembre del 1990) és un activista polític de Hong Kong. És el fundador i coordinador del Partit Nacional de Hong Kong, el primer partit que demana la independència de Hong Kong. Chan va néixer a Hong Kong el 1990 i va estudiar enginyeria i administració d'empreses a la Universitat Politècnica de Hong Kong (HKPU). Es va iniciar en la política quan va participar en la protesta de Hong Kong del 2014, anomenada la Revolució dels Paraigües, contra la decisió del govern de la Xina de posar restriccions al mètode de nominació de candidats a les eleccions del 2017. Chang va ser un dels manifestants rellevants després de la càrrega policial a la "civil square" ocupada pels manifestants el 27 de setembre. El 28 de març del 2016 va fundar el partit independentista Partit Nacional de Hong Kong.